# Allium daninianum
Allium daninianum es una especie de planta bulbosa del género Allium, perteneciente a la familia de las amarilidáceas, del orden de las Asparagales. Es originaria del este del Mediterráneo donde se distribuye por Siria, Líbano, Israel, Jordania y Transjordania, donde crece principalmente en las comunidades arbustivas a una altitud menor de 900 metros.

## Taxonomía
Allium daninianum fue descrita por Brullo, Pavone & Salmeri y publicado en Willdenowia 26: 239 (1996).
Etimología
Allium: nombre genérico muy antiguo. Las plantas de este género eran conocidos tanto por los romanos como por los griegos. Sin embargo, parece que el término tiene un origen celta y significa "quemar", en referencia al fuerte olor acre de la planta. Uno de los primeros en utilizar este nombre para fines botánicos fue el naturalista francés Joseph Pitton de Tournefort (1656-1708).
daninianum: epíteto